# Galeodes armeniacus
Espèce
Galeodes armeniacus est une espèce de solifuges de la famille des Galeodidae.

## Distribution
Cette espèce se rencontre en Arménie, en Azerbaïdjan et en Turquie.

## Publication originale
- Birula, 1929 : Über Galeodes armeniacus n. sp. Zoologischer Anzeiger, vol. 84, p. 273–282.